# Barnes & Noble

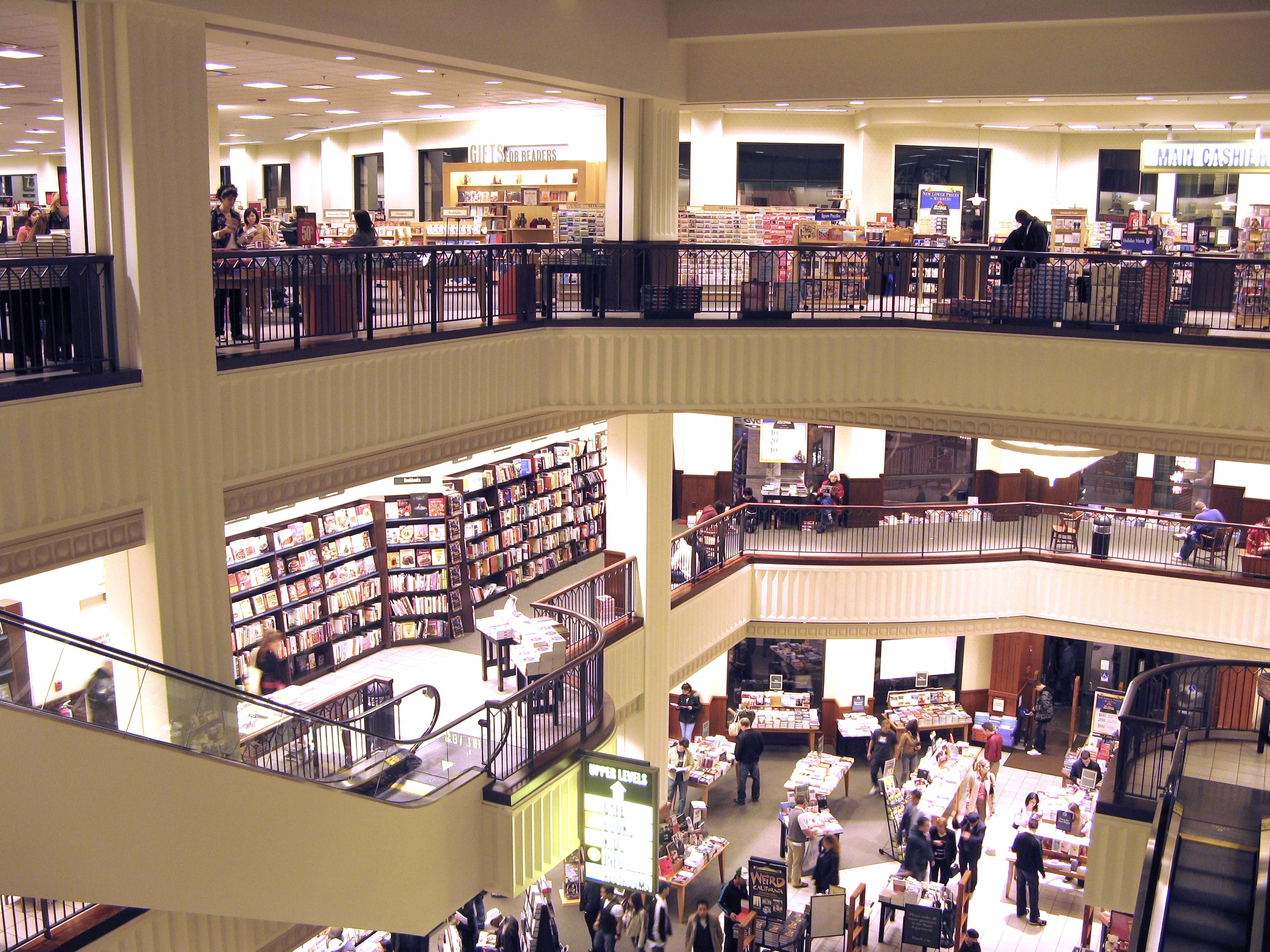
Interiören från Barnes & Noble i The Grove at Farmers Market i Los Angeles

Barnes & Noble, Inc. är den största bokhandelskedjan i USA, huvudsakligen driven genom Barnes & Noble Booksellers, bokhandeln med huvudkvarter på Fifth Avenue på Manhattan. 
Företaget är känt för sina stora butiker, som innehåller kaféer och liknande. De flesta affärer säljer även veckotidningar, dagstidningar, DVD-filmer, presenter och musik. Dator- och TV-spels-affären GameStop ägdes tidigare av Barne & Noble Inc. men blev ett eget företag i slutet av 2006.